# Fenris (cómic)
Fenris (Andrea von Strucker y Andreas von Strucker) fueron dos personajes Alemánes que aparecen en cómics estadounidenses publicados por Marvel Comics. Son los hijos gemelos Alemanes del supervillano llamado el Barón Strucker, HYDRA y los medios hermanos de Werner von Strucker. 
Andrea von Strucker y Andreas von Strucker aparecen en la serie de televisión The Gifted ambientada en el Universo Cinematográfico de Marvel.

## Historial de publicaciones
Creado por Chris Claremont y John Romita, Jr., los gemelos von Strucker aparecieron por primera vez en Uncanny X-Men # 194 (junio de 1985) en su identidad civil y en Uncanny X-Men # 200 (diciembre de 1985) como Fenris.

## Biografía del personaje ficticio
Andreas y su hermana gemela Andrea son los hijos del Barón Wolfgang von Strucker, el líder de la organización terrorista nazi Hydra. Mientras que los dos estaban todavía en el útero de su madre, fueron modificados genéticamente, dándoles poderes de bioenergía que pueden utilizar cuando están en contacto físico con el otro (por lo general cogidos de la mano). El Barón Strucker adoctrinó a sus hijos en las creencias de la supremacía blanca, el nazismo, y el Cuarto Reich. En la adultez, los gemelos se convirtieron en los supervillanos conocidos como ""Fenris", y dirigieron la organización terrorista Fenris.
Al igual que su padre, son supremacistas blancos. Los gemelos Strucker se han enfrentado a Tormenta cuando ésta interrumpe el intento de asalto de Andreas contra una mujer nativa en África. Andrea toma represalias por la humillación de Tormenta de su hermano al dispararle en la cabeza y dejarla morir. Los gemelos Strucker desprecian a Magneto por el papel en la aparente muerte de su padre algunos años después de la Segunda Guerra Mundial. Llevan a cabo actos de terrorismo y finalmente atacan a Magneto durante el juicio en París por la Corte Internacional de Justicia por crímenes contra la humanidad. Los X-Men frustran su intento de asesinato, pero Fenris logra escapar al dejarse arrastrar por las viejas alcantarillas de la ciudad. Los gemelos resurgen más tarde como parte de un grupo de millonarios mutantes que participan en una campaña de asesinatos como parte de un juego organizado por el telépata mutante Gamemaster y la antigua Reina Oscura Selene del Club Fuego Infernal. Los gemelos trataron de adquirir Omega Red para los Upstarts pero fallaron. Sin embargo, los mellizos finalmente se encontraron con su pareja cuando intentaron matar al antiguo Nuevo Mutante Wolfsbane. Wolfsbane y el equipo X-Factor vencieron fácilmente a los gemelos.
Los gemelos se unieron a una conferencia de poderosos líderes criminales que tenían la intención de dividir lo que queda del imperio caído del rey. Entre los miembros de la conferencia se encontraban Slug, Hammerhead, Tombstone y Werner von Strucker. Los gemelos no creían que Werner fuera realmente su hermano. Esto y otros argumentos hicieron que la conferencia degenerara en un combate de gritos, disparos y voladuras. Fenris intentó matar a Hammerhead pero fue rescatado. Su hermano es asesinado poco después por su padre que asistió a la conferencia disfrazado de asistente de Werner. Los gemelos resurgieron, donde fueron vistos trabajando con el Barón Strucker. Lucha contra Ciudadano V (John Watkins III), sin embargo, Andrea descubre que Citizen V es en realidad la mente de Helmut Zemo transferida al cuerpo del verdadero Ciudadano V por Techno después de ser decapitado por Nomad bajo las órdenes de Henry Peter Gyrich. Zemo mata rápidamente a Andrea para evitar que le cuente a alguien la verdad.
Después de la muerte de Andrea, Zemo tiene el lavado de cerebro de Purple Man Andreas para tomar el alias "Espadachín". Hombre Púrpura le hace desollar la piel del cadáver de Andrea para incorporar el cuero resultante en la empuñadura de su espada, lo que le permite canalizar sus poderes compartidos a través de su espada. Andreas se libera del control de Hombre Púrpura y se une a los Thunderbolts. Andreas continúa siendo miembro bajo el nuevo liderazgo de los Thunderbolts. Su compañero de equipo y actual líder de campo, Moonstone se ha acercado a Andreas con tranquilidad. Si él ayuda a matar a Songbird, Moonstone podría hacer un movimiento para usurpar al mentalmente frágil, Norman Osborn como el director de los Thunderbolts. Así, dos facciones parecen estar formándose entre los Thunderbolts con Andreas y Moonstone en un lado, mientras que Songbird y Hombre Radioactivo están en el otro. A pesar de su habilidad considerable, ha sido derrotado dos veces; el primero es cuando Jack Flag lo golpea con la parte plana de su propia espada, y el segundo es cuando Araña de Acero lo arroja por una ventana y un televisor de pantalla plana con una extremidad de metal.
Bajo el control de cuatro telépatas encarcelados, Espadachín se hizo cargo del título de "Barón Strucker" y se afeitó la cabeza en honor de su padre. Ha ganado la lealtad de varios guardias pagándoles bien, y les ordenó que pusieran una bomba en el Zeus (el transportista de los Thunderbolts) para iniciar un encierro. Él le dice a uno de sus guardias que Norman lo traerá de regreso a su hermana o que todos en Montaña Thunderbolts serán asesinados. Después de que un destacamento de guardias matara a la mayoría de sus leales guardias, Strucker mata a los guardias de ataque restantes. Luego se encuentra con Venom declarando comerse a Strucker. Los dos pelean, y Strucker ejecuta a Venom con su espada, activando sus poderes de energía mientras la espada está en el cuerpo de Venom. Poco después, Osborn se libra de la presión de correr los Thunderbolts, y el Duende Verde ataca brutalmente a Andreas, crucificándolo contra una pared con pequeñas dagas duendes.
Poco después, se descubre que Andreas utilizó a Arnim Zola para hacer un clon de Andrea von Strucker. Aunque Andreas recupera a su hermana, decide completar su contrato con Thunderbolts, dejando al grupo como un hombre libre. Con el fin de proteger al clon de Andrea durante las misiones, Andreas le quita el brazo y le da la carne al clon de su hermana para que se sostenga, lo que le permite usar sus poderes compartidos. El clon de Andrea acompaña a Andreas y los Thunderbolts durante la batalla contra los Skrulls, y testigos como Moonstone incapacita a Andreas e intenta llegar a un acuerdo con los Skrulls. El clon de Andrea luego ataca a Moonstone. Mientras ella está preocupada con Moonstone, Bullseye la mata por la espalda. Osborn luego convence a Andreas de que los Skrulls mataron a su hermana. Andreas también salva a Songbird cuando Bullseye intenta matarla. Más tarde, Andreas confronta a Osborn con la revelación de que no le ofrecían un puesto en los Vengadores personales de Osborn, y nunca planeaba cumplir el voto de resucitar a su hermana o darle el perdón total después de que terminara su contrato. Durante el enfrentamiento, su empleador momentáneamente loco apuñala a Andreas a través del cofre, aparentemente matándolo con su propia espada, y arrojándolo a la montaña.
Andrea y Andreas regresaron a la vida y abrieron Club Fenris, un club de supervillanos en Manhattan. Cuando se les preguntó acerca de su fallecimiento y el posterior regreso de los muertos, dijeron que su padre "se ocupó de eso".

## Poderes y habilidades
Como resultado de la ingeniería genética con sus X-Genes cuando aún estaban en el útero, Fenris pudo volar y generar explosiones de energía, pero solo cuando estaban tomados de la mano. Cuando se tomaban de la mano, Andreas podía generar explosiones de fuerza contundente mientras que Andrea podía generar rayos de desintegración. Espadachín usa varias hojas escondidas; Su espada espada primaria está enfundada en una aleación de adamantium y puede disparar un proyectil de garfio. La empuñadura de su espada está envuelta en la piel de Andrea para liberar poderosas explosiones bioeléctricas de fuerza de conmoción.

## Otras versiones

### Casa de M
Andrea y Andreas fueron vistos ayudando a su padre en una resistencia contra ambos mutantes y Kree. Ambos terminan muertos en acción.

### Ultimate Marvel
La versión Ultimate Marvel de Andrea von Strucker y Andreas von Strucker son gemelos mutantes andróginos que pueden generar explosiones de calor cuando se tocan entre sí que buscan la supremacía de los mutantes mediante el control económico como magnates de negocios alemanes. Copresidentes de la firma de inversión global Fenris International, están profundamente involucrados en el crimen corporativo para "acabar con la dominación económica del Homo sapiens" mientras se hacen pasar por una empresa de banca de inversión honorable con oficinas en el Empire State Building. También se muestra que son amantes. Tienen tratos con un Black Tom Cassidy hasta ahora nunca visto, y han tratado de reclutar a Gambito y Rogue; Rogue rechazó la oferta y Gambito ya estaba a su servicio, pero se rebeló para ayudar a Rogue a escapar. Se revela que los gemelos Fenris están detrás de los recientes ataques de Centinelas con Bolivar Trask, el creador de la primera ola de robots de caza mutantes. También se ha revelado que están vinculados al Frente de Liberación Mutante. Como resultado de sus actividades con los Centinelas y el Frente de Liberación Mutante, Bishop aparentemente mató a los gemelos durante su batalla con el equipo X-Men de Bishop.

## En otros medios

### Televisión
- Fenris se hace referencia en The Avengers: Earth's Mightiest Heroes como un huevo de Pascua. En el episodio "El Piquete de la Viuda", el alias es la palabra clave del Barón Strucker para desencadenar la secuencia de autodestrucción de la isla HYDRA.
- Andreas von Strucker (interpretado inicialmente por Paul Cooper y luego por Carsten Norgaard) y Andrea von Strucker (interpretado inicialmente por Caitlin Mehner y luego por Julia Farino) aparecen en The Gifted.[17] Son terroristas mutantes activos a finales de la década de 1940 y principios de la de 1950, los dos tienen el mismo poder que en los cómics. Horrorizados por sus acciones, Otto Strucker (el hijo de Andreas y el sobrino de Andrea) huye de ellos y después de años de investigación logran reprimir el X-Gene en su propio hijo, Reed Strucker para evitar la amenaza de que Fenris regrese. Lauren Strucker y Andy Strucker muestran el mismo poder que su bisabuelo y su hermana. En esta versión, Andreas posee telekinesis destructiva mientras que Andrea tiene creación de campos de fuerza molecular. Cuando están en contacto físico, pueden producir energía luminosa destructiva.

### Película
- Viper (Andrea von Strucker) apareció en la película de 1998 Nick Fury: Agent of S.H.I.E.L.D., interpretada por Sandra Hess. Esta versión era la media hermana mayor de Werner von Strucker.
- Andrea von Strucker y Andreas von Strucker se aluden en la película X-Men 2 de 2003. Sus nombres se ven en la lista de mutantes de William Stryker.
- La relación del Barón Strucker con Wanda Maximoff / Bruja Escarlata (Elizabeth Olsen) y Pietro Maximoff / Quicksilver (Aaron Taylor-Johnson) en la película de 2015, Avengers: Age of Ultron es una reminiscencia de la de Fenris.[18]

### Videojuegos
- Espadachín (Andreas von Strucker) aparece en la versión para PSP de Marvel: Ultimate Alliance. Es visto en el jefe de disco simulador exclusivo para Ojo de Halcón.